# Galadriel (musikgrupp)
Galadriel, slovakiskt doom metal-band som grundades 1997.

## Nuvarande medlemmar
- Dodo Datel - sång, bas
- Sona "Witch" Kozakova - sång
- Matus Hanus - gitarr
- Juraj Ivasko - gitarr
- J.S.K. - keyboard
- Pyros - trummor

## Före detta medlemmar
- Chulo Malachovský - gitarr (1996-1999)
- Voloda Zadrapa - gitarr (1995-1996)
- Dr Victor - trummor (1995-2003)
- Tomax Gabris - gitarr (1997-2004)
- Gabriel Holenka - gitarr (1999-2000)
- Ian Porkert - bas (2004)
- Andrej Kutis - keyboard (2004)
- Erik Schmer - keyboard (1999)
- Lukash Shushka - trummor (2003)

## Diskografi
- Empire of Emptiness - 1997
- The Mirror Of Ages - 1999
- Oblivion - 2000
- From Ashes And Dust - 2002
- World Under World - 2004